# Edixvelde
Edixvelde est un hameau dans le Denderstreek située dans la province de Flandre-Orientale en Région flamande. Une partie du hameau se trouve dans la section Nieuwerkerken dans la ville belge d'Alost, les deux autres parties se trouvent dans la section Erpe et la section Mere dans la commune d'Erpe-Mere.
Le FC Edixvelde a été absorbé par le FC Mere.

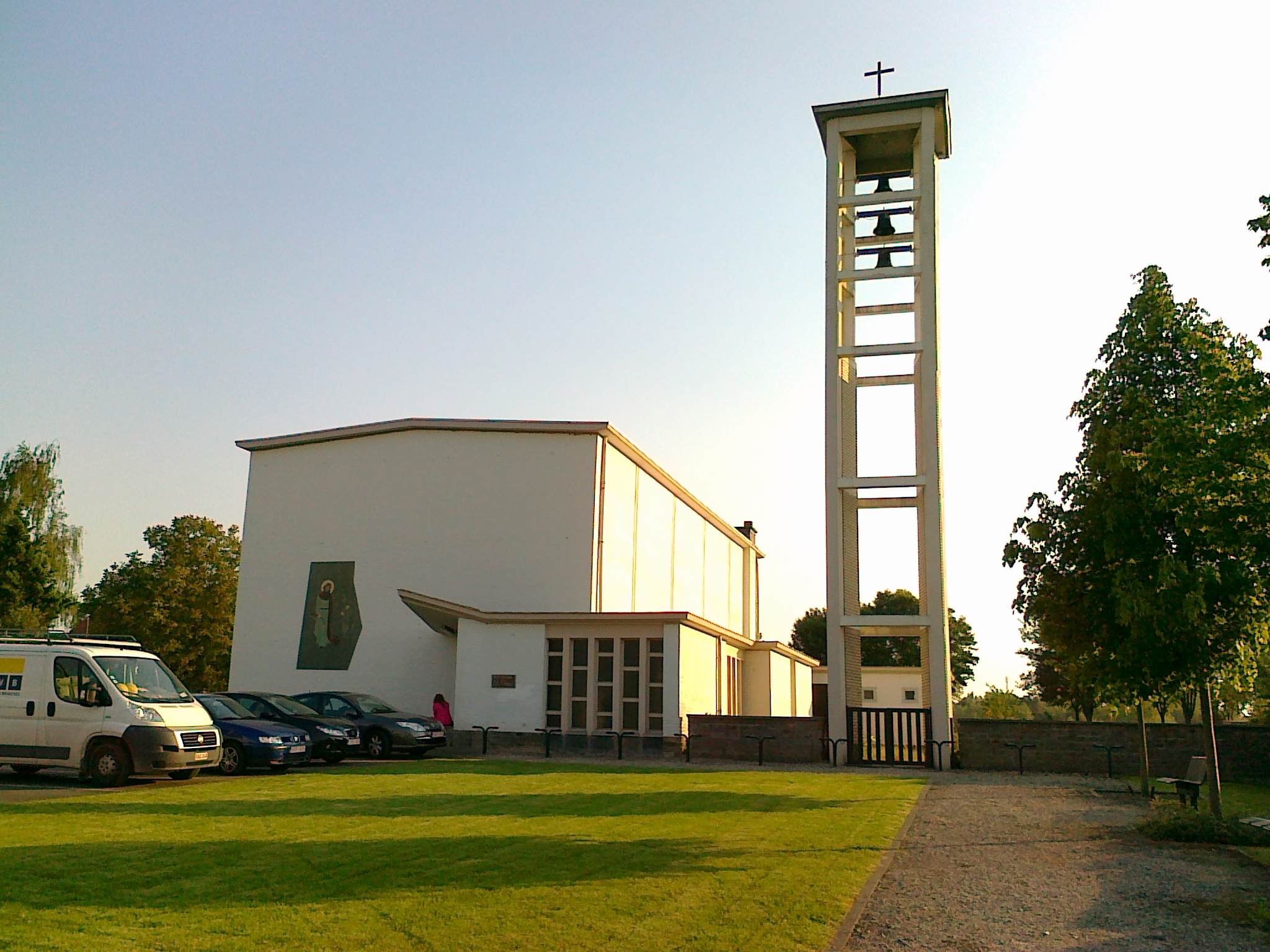
Église Sint-Jozef à Edixvelde